# Домбрувка (Клобуцький повіт)
Домбрувка (пол. Dąbrówka) — село в Польщі, у гміні Попув Клобуцького повіту Сілезького воєводства.
Населення — 215 осіб (2011).
У 1975-1998 роках село належало до Ченстоховського воєводства.

## Демографія
Демографічна структура станом на 31 березня 2011 року:
|          | Загалом | Допрацездатний вік | Працездатний вік | Постпрацездатний вік |
| -------- | ------- | ------------------ | ---------------- | -------------------- |
| Чоловіки | 109     | 17                 | 79               | 13                   |
| Жінки    | 106     | 17                 | 58               | 31                   |
| Разом    | 215     | 34                 | 137              | 44                   |